# Direction des services départementaux de l'Éducation nationale
En France, une direction des services départementaux de l’Éducation nationale (DSDEN, « inspection académique » avant 2012) est un service déconcentré d'échelon départemental du ministère chargé de l'Éducation nationale. Elle gère l'organisation scolaire, les personnels, essentiellement ceux de l'enseignement primaire, la scolarité et vie scolaire, l'organisation des examens et concours, etc.
En 2021, les services départementaux à la jeunesse, à l'engagement et aux sports (SDJES) des directions départementales de la cohésion sociale (DDCS) intègrent les directions des services départementaux de l'Éducation nationale, dirigés par un conseiller de DASEN en matière Jeunesse Engagement et Sports (inspecteur de la jeunesse et des sports).
Elle est dirigée par un directeur académique des services de l'Éducation nationale (Inspecteur d'académie - inspecteur pédagogique régional).